# Trogon cuanegre comú
El trogon cuanegre comú  o trogon cuanegre (Trogon melanurus) és una espècie d'ocell de la família dels trogònids (Trogonidae), que habita la selva humida de Panamà, Colòmbia, sud de Veneçuela, Guaiana, Amazònia brasilera, est de l'Equador i del Perú, i nord de Bolívia.